# Tiruččiráppalli

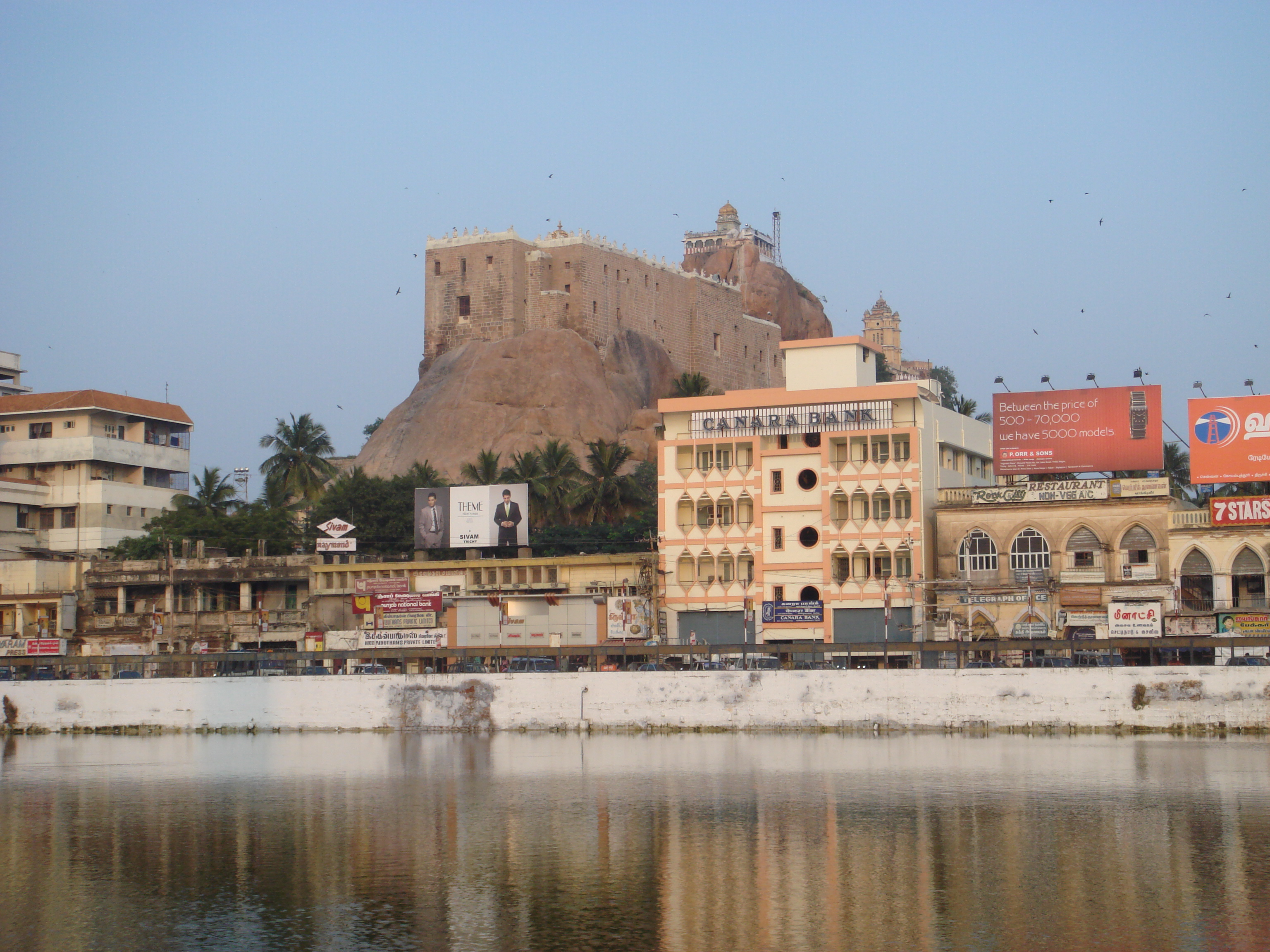
Skalní chrám v Tiruččiráppalli

Tiruččiráppalli (tamilsky திருச்சிராப்பள்ளி, anglicky Trichinopoly, v angličtině známé též jako Trichy [Triši]) je s odhadovanými 1 067 919 obyvateli (2008) čtvrté největší město v indickém svazovém státě Tamilnádu. Leží u řeky Kávérí. Ve městě je několik univerzit. Dominantou Tiruččiráppalli je Skalní chrám, nacházející se na 83m vysoké skále a vybudovaný v 17. století. Je zasvěcen Šivovi a Ganéšovi.

## Paleontologie
V této oblasti byl v roce 1978 objeven a roku 1987 formálně popsán kontroverzní obří dinosaurus druhu Bruhathkayosaurus matleyi, který však ve skutečnosti nejspíš dinosaurem nebyl - jeho fosilie totiž mohou představovat fosilní kmeny pravěkých stromů. Novější údaje však naznačují, že fosilie tohoto dinosaura skutečně patřily velkému sauropodnímu dinosaurovi.